# Dairy Farmers of America
Dairy Farmers of America Inc. (DFA) er et amerikansk mejeri-kooperativ med hovedsæde i Kansas City. Kooperativets omsætning var i 2017 på 14,7 mia. US-dollar og der var ca. 18.000 ansatte.. Kooperativet ejes af ca. 14.000 mælkeproducenter, som producerer omkring 22 % af alt råmælk i USA, hvilket gør det til verdens tredjestørste mejerivirksomhed.
DFA blev etableret i 1998 gennem af fusion af fire mejeri-kooperativer: Southern region of Associated Milk Producers Inc., Mid-America Dairymen Inc., Milk Marketing Inc. og Western Dairymen Cooperative Inc. Siden dengang er fem andre kooperativer blevet en del af DFA: Independent Cooperative Milk Producers Association, Valley of Virginia Milk Producers Association, California Cooperative Creamery, Black Hills Milk Producers og Dairylea Cooperative Inc.
I 2011 opkøbte DFA Kemps. I 2014 opkøbte DFA Oakhurst,
I 2020 opkøbte Dairy Farmers of America Dean Foods.